# Aphonopelma saguaro
Aphonopelma saguaro es una especie de araña migalomorfa del género Aphonopelma, familia Theraphosidae. Fue descrita científicamente por Hamilton en 2016.
Habita en los Estados Unidos (Arizona).